# 前測循環

while 循環先檢查條件(A)，
才執行循環(B)。

在電腦科學，前測循環（英語：Pre-test Loop）是指檢查條件後，才會執行循環。
for循環和while循環屬於前測循環。首先檢查條件（condition），若條件是TRUE，才會執行循環部份。

## 後測循環

do-while 循環先執行循環(B)，
然後檢查條件(A)。

後測循環（Post-test Loop）是指執行循環後，才檢查條件。因此，循環部份會最少執行一次。
do-while循環和repeat-until循環屬於後測循環。首先執行循環部份，然後才檢查條件。
do-while循環在完成循環後，若條件是TRUE，會重複執行循環。
repeat-until是不斷重複，直到條件成立。完成循環後，若條件是FALSE，會重複執行循環。